# Ludwig Yehuda Wolpert
Ludwig Yehuda Wolpert (* 7. Oktober 1900 in Hildesheim; † 6. November 1981 in New York City) war ein jüdischer Designer, Bildhauer und Kunsthandwerker deutscher Herkunft.

## Leben
Wolpert wuchs in einer traditionellen jüdischen Familie auf. Von 1916 bis 1920 studierte er Bildhauerei an der Kunstgewerbeschule in Frankfurt am Main. Zwischen 1925 und 1928 lernte er bei Leo Horovitz, einem Vertreter des Bauhaus-Stils, den künstlerischen Umgang mit Metallen. 1930 schuf Wolpert seine erste Sakralarbeit, einen Sederteller. 1933 wanderte er nach Palästina aus, wo er zunächst zwei Jahre lang in Friedländers Werkstatt in Tel Aviv arbeitete, bevor er 1935 Professor an der Bezalel Academy of Arts and Design in Jerusalem wurde.

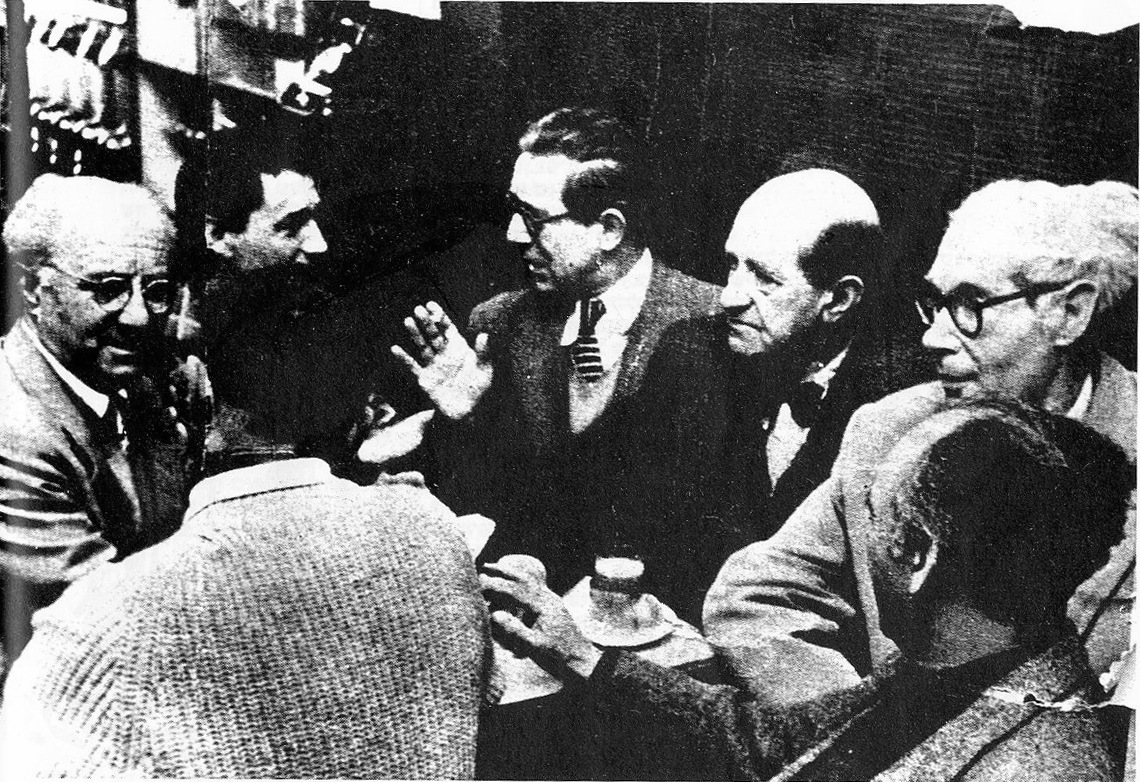
Wolpert im Café Taamon, oben im Kreis

Wolpert wurde einer der einflussreichsten Designer sakraler jüdischer Objekte und schuf in den nächsten Jahrzehnten auch zahlreiche öffentliche Werke. 1948 übergab der erste israelische Präsident Chaim Weizmann von Wolpert entworfene Torarollen als Gastgeschenk an Harry S. Truman. Ferner gestaltete Wolpert auch den Eingangsbereich der jüdischen Kapelle des John F. Kennedy Airport und den jüdischen Gebetsraum der United-States-Air-Force-Academy-Kapelle in Colorado Springs. Seine Werke zeichnen sich durch ihren modernen Stil, die klaren geometrischen Formen und den Verzicht auf Ornamentschmuck aus.
1956 wurde Wolpert Leiter des Tobe Pascher Workshop am Jewish Museum (NYC), einer Einrichtung für religiöse jüdische Künstler und ihre Studenten. Er war außerdem Professor an der University of Judaism in Los Angeles. 1976 erhielt er die Ehrendoktorwürde des Spertus College of Judaica in Chicago. Im gleichen Jahr veranstaltete das Jewish Museum eine große Retrospektive seiner Arbeiten.
Werke Wolperts sind u. a. in den Sammlungen des Minneapolis Institute of Arts, des Carnegie Museum of Art in Pittsburgh (Penn.) und des North Carolina Museum of Art in Raleigh vertreten. Sein Nachlass befindet sich im Yeshiva University Museum am Center for Jewish History, New York.